# 大茹科瓦农村居民点
大茹科瓦农村居民点（俄语：Большежуковское сельское поселение）是俄罗斯联邦布良斯克州佳季科沃区所属的一个农村居民点。其下辖有11个居民点，行政中心为德鲁日巴。据2015年统计，该农村居民点的人口为2875人。